# Sillago analis
Sillago analis är en fiskart som beskrevs av Whitley, 1943. Sillago analis ingår i släktet Sillago och familjen Sillaginidae. Inga underarter finns listade i Catalogue of Life.